# Michel Zen Ruffinenn
Michel Zen Ruffinenn (Sion/Leuk-Stadt, 1959. április 24. –) svájci nemzetközi labdarúgó-játékvezető. Egyéb foglalkozása: ügyvéd és közjegyző.

## Pályafutása

### Labdarúgóként
Gyerekként egészen 16 éves koráig futballozott, de iskolai tanulmányai miatt befejezte a labdarúgást.

### Labdarúgó-játékvezetőként

#### Nemzeti játékvezetés
1991-ben lett az I. Liga játékvezetője. Az aktív nemzeti játékvezetéstől 1995-ben vonult vissza.

#### Nemzetközi játékvezetés
A Svájci labdarúgó-szövetség Játékvezető Bizottsága (JB) terjesztette fel nemzetközi játékvezetőnek, a Nemzetközi Labdarúgó-szövetség (FIFA) 1993-tól tartotta nyilván bírói keretében. Több nemzetek közötti válogatott és klubmérkőzést vezetett. Az aktív nemzetközi játékvezetéstől 1995-ben búcsúzott, mert a FIFA főtitkára lett. Válogatott mérkőzéseinek száma: 3.

## Sportvezetőként
Ügyvédként és közjegyzőként 1986-tól állt a nemzetközi szervezet jogi osztályának élén. 1995-től a főtitkárság egyik titkára. 1998-tól Joseph Blatter FIFA elnök főtitkára. A Dél-Korea és Japán közösen rendezésű, a 2002-es labdarúgó-világbajnokságon történt tisztújító közgyűlés után távoznia kellett posztjáról, mert elnöke ellen pénzügyi visszaélések indokával feljelentést kezdeményezett.

## Magyar vonatkozás
| Időpont           | Helyszín             | Mérkőzés típusa              | Mérkőzés                 | Eredmény | Nézők száma |
| ----------------- | -------------------- | ---------------------------- | ------------------------ | -------- | ----------- |
| 1994. október 12. | Népstadion, Budapest | felkészülési (690. mérkőzés) | Magyarország–Németország | 0 – 0    | 20 000      |